# 이스라엘 갈릴

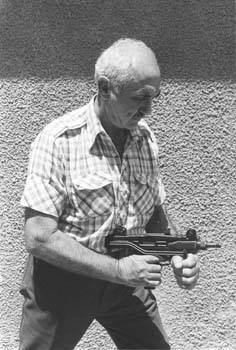
우지를 들고 있는 이스라엘 갈릴 (1981년)

이스라엘 갈릴(ישראל גליל‎, 1923년 10월 23일 ~ 1995년 3월 9일)은 이스라엘의 무기 설계자이다.
갈릴 소총을 개발했고, 우지엘 갈과 함께 우지 기관단총을 개발했다.
1973년 이스라엘 방어상을 수상했다.